# Calabasse River
Calabasse River är ett vattendrag i Grenada.   Det ligger i parishen Saint Patrick, i den nordöstra delen av landet, 21 km nordost om huvudstaden Saint George's.